# سلفادوريون
السلفادوريون (بالإسبانية: Salvadoreños)‏، المعروفين أيضًا باسم (Salvadorians)، أو(Salvadoreans)، هم مواطنو السلفادور، وهي دولة في أمريكا الوسطى. يعيش معظم السلفادوريين في السلفادور، على الرغم من وجود جالية سلفادورية كبيرة، لا سيما في الولايات المتحدة، مع مجتمعات أصغر في بلدان أخرى حول العالم.